# Бергер, Эммануил Наумович
Эммануил Наумович Бергер (2 (15) января 1910, Киев — 7 ноября 1999, Тернополь) — украинский советский нейрофизиолог, учёный в области патологической физиологии и нейроэндокринологии; коллекционер искусства, краевед. Доктор медицинских наук (1962), профессор (1960).

## Биография
Родился в Киеве в семье владельца литографической мастерской из Проскурова. В 1928 году окончил курсы иностранных языков с квалификацией переводчика с английского, немецкого и французского языков. С 1932 года работал библиографом и директором Киевской областной медицинской библиотеки.
Окончил Киевский медицинский институт в 1935 году. В 1935—1937 годах работал директором Украинской государственной медицинской библиотеки в Харькове. В 1938 году окончил аспирантуру при Институте экспериментальной медицины в Харькове. Кандидатскую диссертацию по теме «Парасимпатический медиатор и холинэстераза при нарушениях функций вегетативной нервной системы» защитил в 1938 году под руководством Д. Е. Альперна. Был научным сотрудником, ассистентом, затем доцентом кафедры патологической анатомии Харьковского медицинского института. В 1941 году вместе с институтом был эвакуирован в Чкалов, где преподавал в ветеринарно-зоотехническом институте и медицинском училище.
С 1957 года — в Тернопольском медицинском институте, в 1959—1975 годах — основатель и первый заведующий кафедрой патологической физиологии. Диссертацию доктора медицинских наук по теме «О роли некоторых гуморальных факторов в деятельности нервной системы» защитил в 1962 году.
Э. Н. Бергер — основатель тернопольской школы патофизиологов. Основные научные труды в области нейрогуморальной регуляции в норме и патологии, в том числе монография «Нейрогуморальные механизмы нарушений тканевой трофики» (Киев: Здоров’я, 1980. — 104 с.). Другие труды в области нарушений сердечной деятельности при заболеваниях нервной системы, химических регуляторов нервной деятельности и нейротрансмиттеров (главным образом ацетилхолина). Вышедший под научной редакцией Э. Н. Бергера учебник «Патологическая физиология» (1977) был отмечен Государственной премией Украинской ССР.
На протяжении многих лет занимался коллекционированием экслибрисов и книжной графики. Коллекцию экслибрисов (12 тысяч знаков), а также книжной графики и 6134 гравюр, передал в дар Тернопольскому областному художественному музею. В последние годы жизни опубликовал ряд статей по еврейской истории Тернопольской области.
Похоронен на Микулинецком кладбище.

## Семья
- Жена — кандидат медицинских наук Неонила Семёновна Ерёменко[укр.] (1927—1994), заведующая кафедрой глазных болезней Тернопольского медицинского института, племянница маршала Советского Союза А. И. Ерёменко.
  - Сын — доктор физико-математических наук Александр Эммануилович Ерёменко, математик, лауреат премии Гумбольдта.
    - Внук — Пол Еременко[англ.] (род. 1979), американский управленец.